# خواجه‌لر سفلی
خواجه‌لر سفلی یکی از روستاهای استان آذربایجان شرقی است که در دهستان چاراویماق جنوب شرقی بخش شادیان شهرستان چاراویماق واقع شده‌است.این روستا ۴۸ نفر جمعیت دارد.